# Związek Plebejuszy
Związek Plebejuszy – organizacja założona w 1842 roku przez księgarza Walentego Stefańskiego w Poznaniu i w latach 1842-1843 przez niego kierowana. 

## Charakterystyka
Skupiała rzemieślników, czeladników i młodzież. Związek Plebejuszy nawoływał do ludowego powstania, zniesienia własności prywatnej na czas powstania, sprawiedliwego podziału dóbr, zniesienia podziału stanowego oraz przyznania prawa do pracy. Działaczami Związku Plebejuszy byli: Józef Esman, Ryszard Berwiński i Maciej Palacz. Związek działał w środowisku plebejskim i chłopskim, nawiązywał stosunki na Pomorzu, Śląsku i w innych zaborach. Po aresztowaniu Stefańskiego w 1845 r. połączył się z konspiracją Towarzystwa Demokratycznego Polskiego.